# Andreu Barnils i Carrera
Andreu Barnils i Carrera (Barcelona, 27 d'octubre de 1972) és un periodista català.

## Família
Andreu Barnils és fill del també periodista Ramon Barnils i de Núria Carrera. És germà del Biel Barnils i del Ton Barnils i nebot de Salvador Carrera.

## Biografia
Andreu Barnils es llicencià en Comunicació Audiovisual per la Universitat Ramon Llull, i ha treballat en documentals per a Televisió de Catalunya. Tambe ha col·laborat a la secció de cultura d'El Punt i especialment al diari VilaWeb, on ha desenvolupat gairebé tota la seva carrera professional. El 2007 va posar en marxa VilaWeb TV. El 2014 va publicar el llibre La revolució tranquil·la sobre l'Assemblea Nacional Catalana.